# Urho Kekkonen
  Urho Kekkonen  (finès: Urho Kaleva Kekkonen)  (Lepikon torppa, 3 de setembre de 1900 - Tamminiemi, 31 d'agost de 1986) va ser un polític, advocat, policia i escriptor finlandès. Ministre en diverses ocasions a partir de 1936, i primer ministre de 1950 a 1956, va ser president de la república finlandesa de 1956 a 1982.
Va ser el tercer i més recent president de la Lliga Agrària/Partit del Centre. Cap d'estat durant gairebé vint-i-sis anys, va dominar la política finlandesa durant trenta-un anys en total. Tenint una gran quantitat de poder, va guanyar les seves eleccions posteriors amb poca oposició i sovint ha estat classificat com un autòcrata.
El 1979 fou guardonat amb el Premi Lenin de la Pau entre els pobles.